# Sun Lakes
Sun Lakes és una concentració de població designada pel cens dels Estats Units a l'estat d'Arizona. Segons el cens del 2000 tenia 11.936 habitants.

## Demografia
Segons el cens del 2000, Sun Lakes tenia 11.936 habitants, 6.683 habitatges, i 4.798 famílies La densitat de població era de 879,5 habitants/km².
Dels 6.683 habitatges en un 0,1% hi vivien nens de menys de 18 anys, en un 69,5% hi vivien parelles casades, en un 1,8% dones solteres, i en un 28,2% no eren unitats familiars. En el 25,8% dels habitatges hi vivien persones soles el 20,6% de les quals corresponia a persones de 65 anys o més que vivien soles. El nombre mitjà de persones vivint en cada habitatge era d'1,79 i el nombre mitjà de persones que vivien en cada família era de 2,06.
Per edats la població es repartia de la següent manera: un 0,2% tenia menys de 18 anys, un 0,3% entre 18 i 24, un 2,1% entre 25 i 44, un 31,3% de 45 a 60 i un 66,2% 65 anys o més.
L'edat mediana era de 69 anys. Per cada 100 dones de 18 o més anys hi havia 82,6 homes.
La renda mediana per habitatge era de 43.634 $ i la renda mediana per família de 50.333 $. Els homes tenien una renda mediana de 46.250 $ mentre que les dones 35.350 $. La renda per capita de la població era de 33.394 $. Aproximadament el 2% de les famílies i el 2,8% de la població estaven per davall del llindar de pobresa.

## Poblacions més properes
El següent diagrama mostra les poblacions més properes.